# 上海電控研究所
上海電控研究所，中國兵器裝備集團旗下公司，是在1956年成立，也是集體科研、生产、试制三位一体、自负盈亏、实行企业化管理的事业。總經理為千应庆。至於總部為上海市。
其主要業務从事特种车辆综合电子信息技术、机电控制技术和光纤集成旋转连接传输技术的研究及相关产品的研制和生产。

## 外部連結
- 上海電控研究所